# BOOTP
BOOTP (скорочення від англ. Bootstrap Protocol) — мережевий протокол, що використовується для автоматичного отримання клієнтом IP-адреси. Це зазвичай відбувається під час завантаження комп'ютера. BOOTP визначений в RFC 951.
BOOTP дозволяє бездисковим робочим станціям отримувати IP-адресу перш, ніж буде завантажена повноцінна операційна система. Історично це використовувалося для Unix-подібних бездискових станцій, які, зокрема, могли отримувати інформацію про місцеположення завантажувального диску за допомогою цього протоколу. А також великими корпораціями для установки заздалегідь налаштованого програмного забезпечення (наприклад Windows) на новопридбані комп'ютери.
DHCP (Dynamic Host Configuration Protocol) — протокол, заснований на BOOTP, що надає деякі додаткові можливості і є складнішим. Багато DHCP-серверів підтримують і BOOTP.
Інкапсуляція відбувається таким чином BOOTP->UDP->IP->Eth